# Altınova
Altınova là một huyện thuộc tỉnh Yalova, Thổ Nhĩ Kỳ. Huyện có diện tích 95 km² và dân số thời điểm năm 2007 là 20916 người, mật độ 220 người/km².